# Jim-Reeves-Denkmal

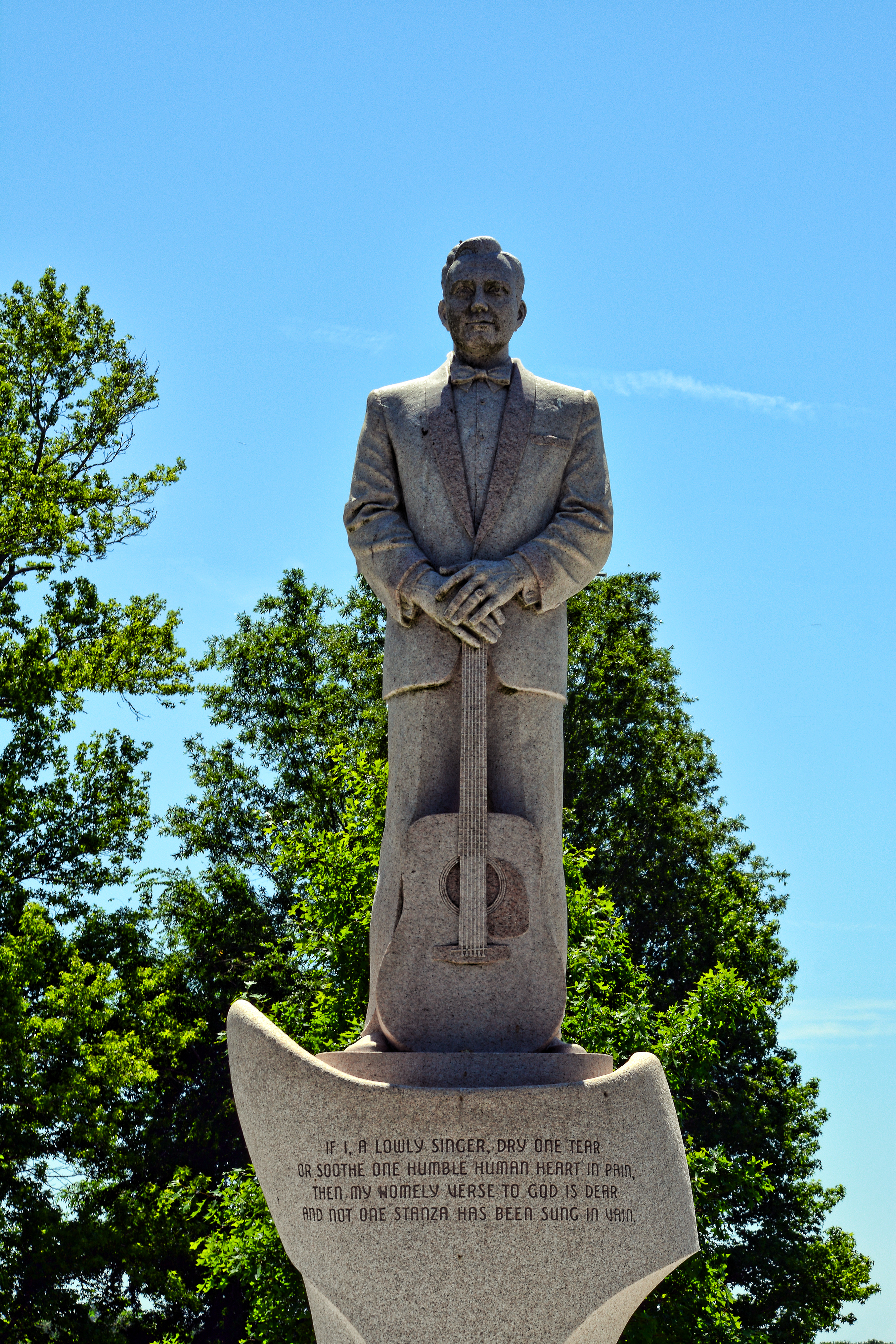
Jim-Reeves-Denkmal in der Nähe von Carthage

Das Jim-Reeves-Denkmal ist ein auf einem Sockel stehendes Standbild des US-amerikanischen Countrysängers Jim Reeves (1923–1964), das der Bildhauer Umberto Zaffardi schuf. Es befindet sich in einer Entfernung von etwa drei Kilometern östlich der texanischen Stadt  Carthage direkt am U.S. Highway 79. Jim Reeves ist unter dem Denkmal beerdigt.

## Geschichte
Mary Reeves, die Witwe von Jim Reeves, wählte eine Grabstelle etwa 25 Kilometer nordwestlich von Galloway, dem Geburtsort des Sängers aus und ließ über dem Grab ein Denkmal errichten. Mit der Gestaltung der Personenstatue wurde der Bildhauer Umberto Zaffardi beauftragt. Das Denkmal wurde 1965 eingeweiht. 1967 wurde der Lieblingshund von Jim Reeves, ein „Cheyenne“ genannter Collie, in dem Beton-Kreis vergraben, der die Grabanlage umgibt. Die Stelle hinter der Statue wurde mit einer Plakette markiert.

## Beschreibung
Die lebensgroße Statue wurde aus weißem Granit hergestellt. Sie zeigt Jim Reeves im Smoking. Vor sich hält er eine Gitarre, die den Boden berührt. Er stützt sich auf dem Gitarrenkopf ab. Die Statue steht auf einem hohen, speziell geformten weißen Granitsockel. Unterhalb der Statue befindet sich die Inschrift:  If I, a lowly singer, dry one tear / Or soothe one humble Human heart in pain, / Then my Homely verse to God is dear / And not one stanza has been sung in vain.  (Wenn ich, ein bescheidener Sänger, eine Träne trockne oder ein demütiges menschliches Herz im Schmerz besänftige, dann ist meine heimelige Strophe an Gott liebenswert und nicht eine Strophe ist vergebens gesungen worden.). Der Fußweg zum Denkmal ist kurz vor Erreichen desselben in Form einer Gitarre erweitert.